# Carlos Torres Garcés
Carlos Torres Garcés (Esmeraldas, 15 agosto 1951) è un allenatore di calcio ed ex calciatore ecuadoriano che ha guidato la Nazionale di calcio dell'Ecuador nel 1994.

## Carriera

### Club
Giocò per l'El Nacional di Quito, con cui vinse un titolo nazionale; nel 1975 passò al Toluca in Messico, vincendo il campionato, tornando nel 1976 in Ecuador all'Emelec di Guayaquil. Nel 1981 si trasferì al Barcelona, e nel 1984 al Nueve de Octubre, ritirandosi l'anno successivo. Ha segnato 107 gol nel campionato di calcio ecuadoriano.

### Allenatore
Ha allenato le giovanili dell'Emelec e nel 1994 vinse il titolo con la prima squadra, che guidò anche durante la Coppa Libertadores 2007.
Nel 2008 allenò per alcune partite il Deportivo Azogues.

## Palmarès

### Giocatore

#### Club

##### Competizioni nazionali
- Campionato ecuadoriano: 3

El Nacional: 1973
Emelec: 1979
Barcelona: 1981
- Campionato messicano: 1

Toluca: 1975

### Allenatore

#### Club

##### Competizioni nazionali
- Campionato ecuadoriano: 1

Emelec: 1994